# Углево (Костромская область)
Углево — село в составе Дмитриевского сельского поселения Галичского района Костромской области России.

## География
С севера примыкает деревня Холмец

## История
Согласно Спискам населённых мест Российской империи в 1872 году село относилось к 1 стану Галичского уезда Костромской губернии. В нём числилось 6 дворов, проживало 56 мужчин и 46 женщин. В селе имелись две православных церкви, ярмарка, проводились еженедельные базары.
Согласно переписи населения 1897 года в селе проживало 55 человек (16 мужчин и 39 женщин).
Согласно Списку населённых мест Костромской губернии в 1907 году село относилось к Дурцовской волости Галичского уезда Костромской губернии. По сведениям волостного правления за 1907 год в нём числилось 18 крестьянских дворов и 34 жителя. В селе имелась школа. Отдельным населённым пунктом в той же волости отмечена Углевская земская больница с населением 7 человек.
До муниципальной реформы 2010 года село входило в состав Пронинского сельского поселения.

## Инфраструктура
Углевский ФАП.

## Достопримечательности
Руины двух православных храмов: Церковь Вознесения Господня и Церковь Иконы Божией Матери Казанская

## Транспорт
Остановка общественного транспорта «Углево».